# Bridgeport (Ohio)
Bridgeport – wieś w USA, w stanie Ohio.
Liczba mieszkańców w 2000 roku wynosiła 2 186.